# Lauren McFall
Lauren McFall, née le 9 février 1980 à Sacramento, est une nageuse synchronisée américaine.

## Carrière
Lauren McFall participe à l'une des deux épreuves de natation synchronisée aux Jeux olympiques d'été de 2004 à Athènes. Elle est médaillée de bronze en ballet avec Anna Kozlova, Alison Bartosik, Rebecca Jasontek, Tamara Crow, Sara Lowe, Stephanie Nesbitt et Kendra Zanotto.